# Kassongia maculifemur
Kassongia maculifemur är en insektsart som beskrevs av Grunshaw 1986. Kassongia maculifemur ingår i släktet Kassongia och familjen gräshoppor. Inga underarter finns listade i Catalogue of Life.